# Reformierte Kirchen Braunwald

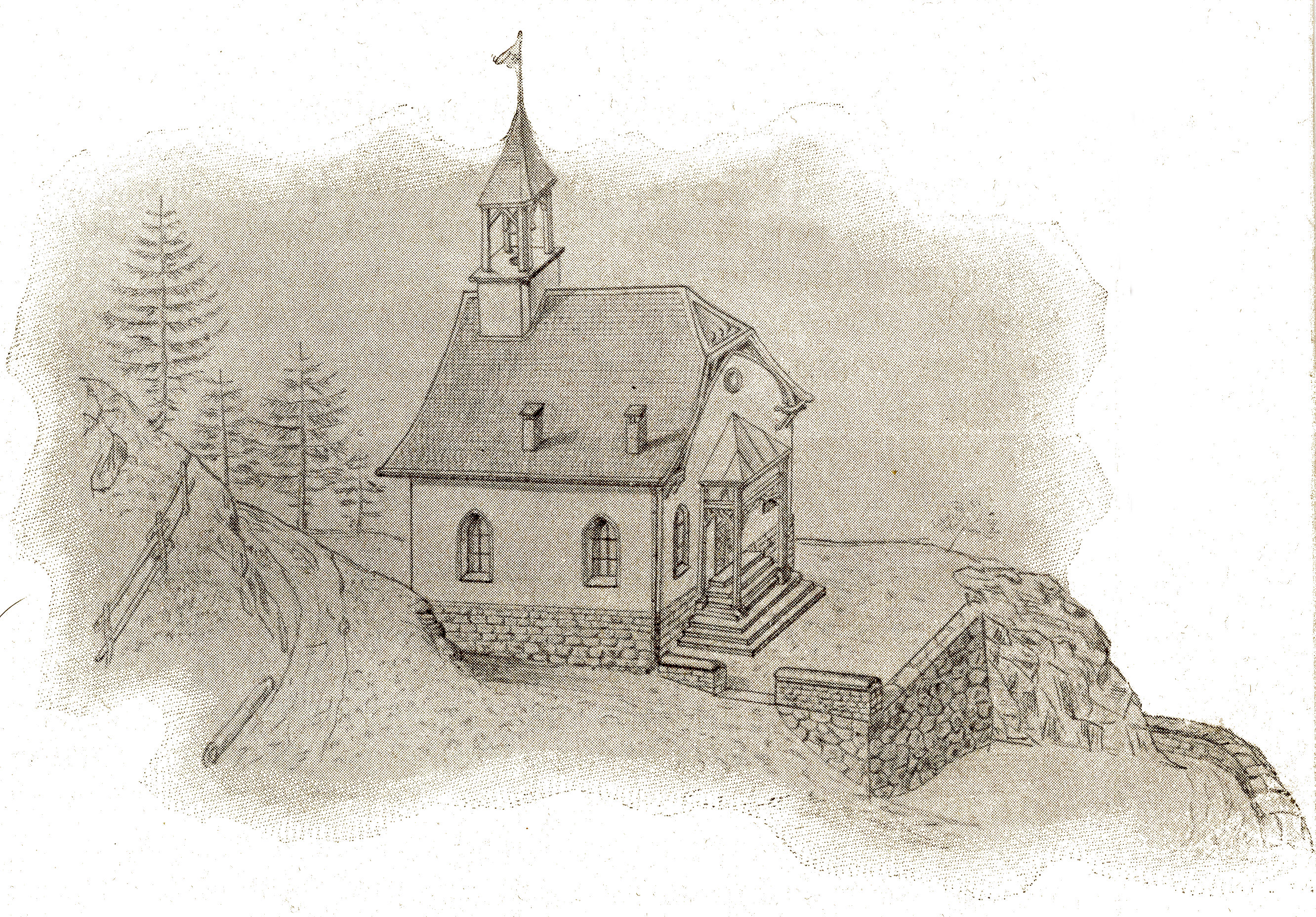
Stich 1904

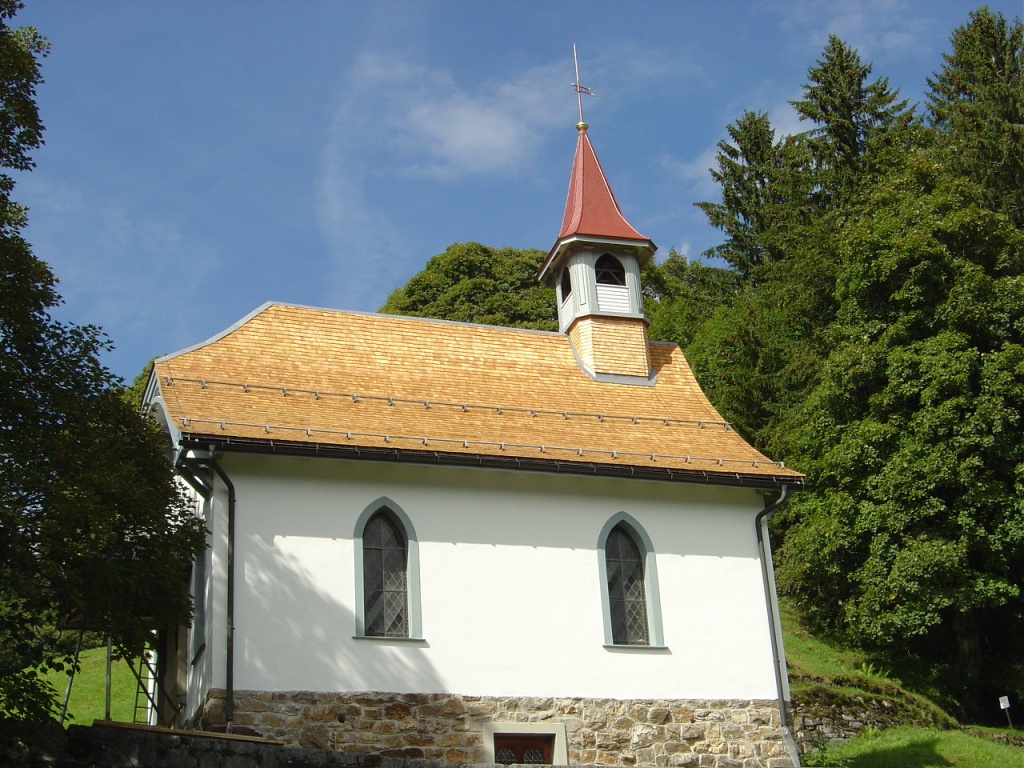
"Bergkirchli" Ostseite

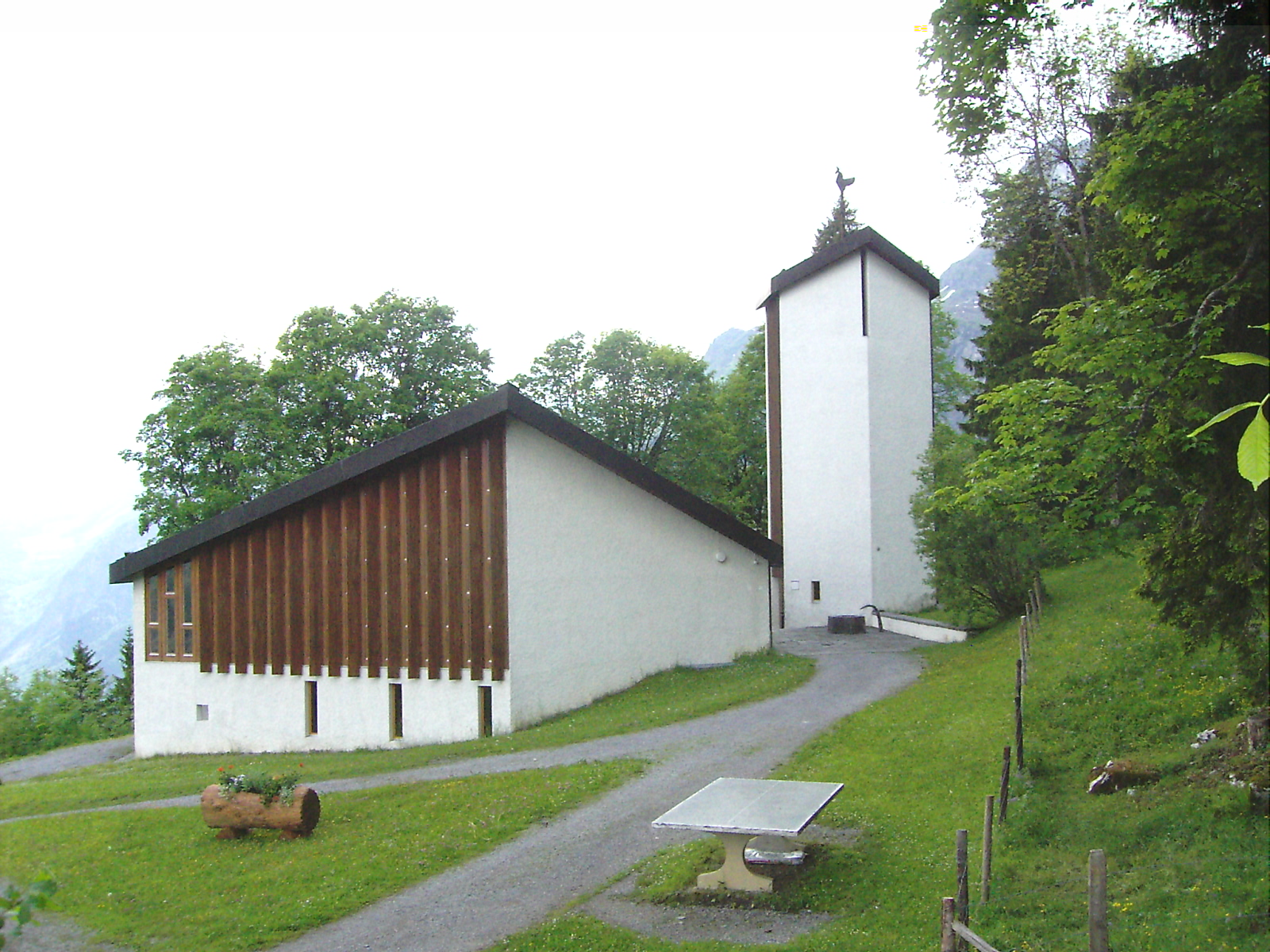
Nordseite der Kirche mit Turm

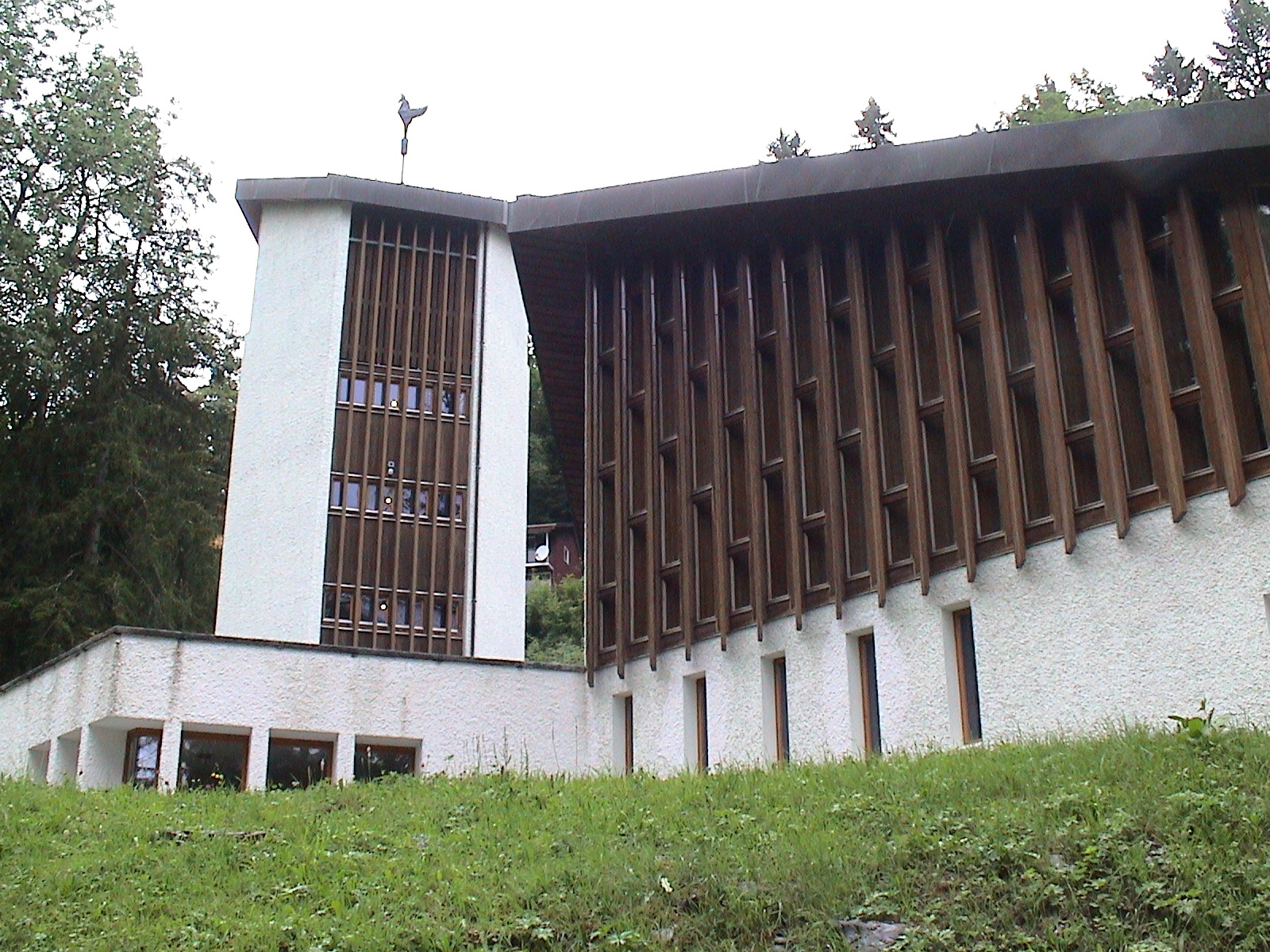
Blick gegen Westen mit Zentrum Turm

Das Dorf Braunwald im Kanton Glarus hat zwei reformierte Kirchen. Eine 1904 erbaute Bergkirche bei der RehaClinic am unteren Dorfrand und die 1962 bis 1964 errichtete Dorfkirche und kirchliches Zentrum an zentralgelegener Stelle.

## Bergkirchlein
Die Berggemeinde Braunwald gehörte bis 1939 politisch zur Talgemeinde Rüti GL, die ihrerseits kirchlich ein Teil der Kirchgemeinde Betschwanden war. "Sowohl der Täufling wie der Verstorbene musste dorthin getragen oder geführt werden, währenddem die Hochzeitsleute und sonstigen Kirchgänger den Weg hinunter und hinauf selber auf sich nehmen mussten", berichtet ein Chronist. 1896 war das Sanatorium Braunwald, dessen Gründer der Betschwandner Pfarrer Gottfried Heer war, gebaut und eröffnet worden. Pfr. Heer begann zwei Jahre später Gottesdienste für Braunwald im Speisesaal des Sanatoriums zu halten. Am 15. November 1899 wurde das erste Kind in Braunwald getauft. Im selben Jahr schenkte Betschwanden den noch kirchenlosen Dorfbewohnern die historische Glocke, die schon bei der Schlacht von Näfels 1388 Sturm geläutet haben soll. Die Bedürfnisse der Patienten im Sanatorium sowie die Bedürfnisse der Dorfbewohner und die geschenkte Glocke "auf Vorrat" führten zum Beschluss der Berggemeinde Braunwald am 8. März 1903 eine eigene Kirche zu bauen.

### Harmonium 1904
"Noch rechtzeitig für den Tag der Einweihung erhielt das Kirchlein ein prächtiges Harmonium (2 Manuale und Pedal), das bis Dezember 1903 in der Kirche von Niederurnen gedient hatte und nun, dass es dort durch eine neue Orgel, Geschenk von Herrn Jenni-Aebli, ersetzt wurde, vom löbl. Kirchenrat Niederurnen dem Kirchlein von Braunwald als Geschenk überlassen wurde."
Es war ein „Pedalharmonium mit zwei Manualen nach deutschem System (Druckwind) und stammt aus der Harmoniumbauanstalt Krauss in Stuttgart.“ Es hatte 6 Spiele Zungen:
| I. Manual:                       | Ein durchgehendes Spiel 8'       |
|                                  | Ein durchgehendes Spiel 16'      |
| II. Manual:                      | Ein durchgehendes Spiel 8'       |
|                                  | Ein durchgehendes Spiel 16'      |
| Pedal                            | Ein Spiel 16'                    |
|                                  | Ein Spiel 8'                     |
| Manualkopplung.                  | Fortezug für die Diskanthälfte.  |
| Pedalkoppl. z.I.Man.             | Fortezug für die Basshälfte.     |
| Tremolo.                         | Kollektivzug für das volle Werk. |
| Sourdine                         |                                  |
| Windhebel für eine zweite Person |                                  |
| Tritte zum Selbstwindmachen.     |                                  |

Über das Instrument schreibt Theodor Buss im Jahr 1908: "Das Harmonium hat in den Manualen geteilte Register, d. h. es müssen, um ein Spiel Zugen ertönen zu lassen, zwei Registerzüge gezogen werden. Die Register des Pedals sind natürlich durchgehend. Das Pedal und die Pedalkopplung sind entfernt worden. Die Tritte zum Selbstwindmachen gehen nicht, weshalb zum Windmachen eine zweite Person nötig ist. Der Magazinbalg ächzt ein wenig. Das Instrument hat einen ungemein grellen, ordinären und ermüdenden Ton und nimmt einen sehr grossen Raum ein."